# 120.
120. je tretje desetletje v 2. stoletju med letoma 120 in 129. 